# Německý cestovní pas

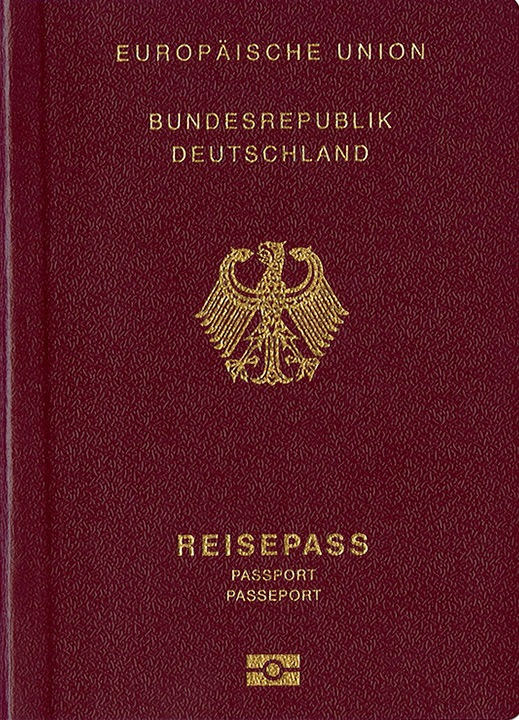
Současný biometrický německý pas

Německý cestovní pas (německy: Der deutsche Reisepas) je cestovní doklad vydávaný pro běžné zahraniční cesty německých občanů. Služební pas a diplomatický pas jsou určeny pro cesty zástupců vydávajícího státu v úřední funkci.
Německý pas je úřední doklad, jehož podoba je upravena zákonem o pasech (PassG) a vyhláškou o pasech (PassV). Na rozdíl od jiných německých úředních dokladů, jako jsou doklady o rodinném stavu, není Spolková republika Německo zcela svobodná v designu a technickém vybavení cestovních dokladů. Musí respektovat mezinárodní úmluvy, zejména doporučení a směrnice vydané Mezinárodní organizací pro civilní letectví (ICAO) pro strojově čitelné cestovní doklady. Navíc je v zájmu členských států EU dosáhnout harmonizace designu svých národních cestovních pasů.
S německým pasem lze cestovat do 194 zemí bez víz. V indexu Henley Passport Index z ledna 2024 se umístil na 1. místě spolu se Španělskem, Itálií, Francií, Japonskem a Singapurem. 

## Vízové požadavky

Vízové požadavky německých občanů
Německo
Svoboda pohybu
Vízum není třeba
Vízum udělována při příjezdu
eVisa
Vízum udělována při příjezdu i online
Vízum nutné předem

## Fotogalerie

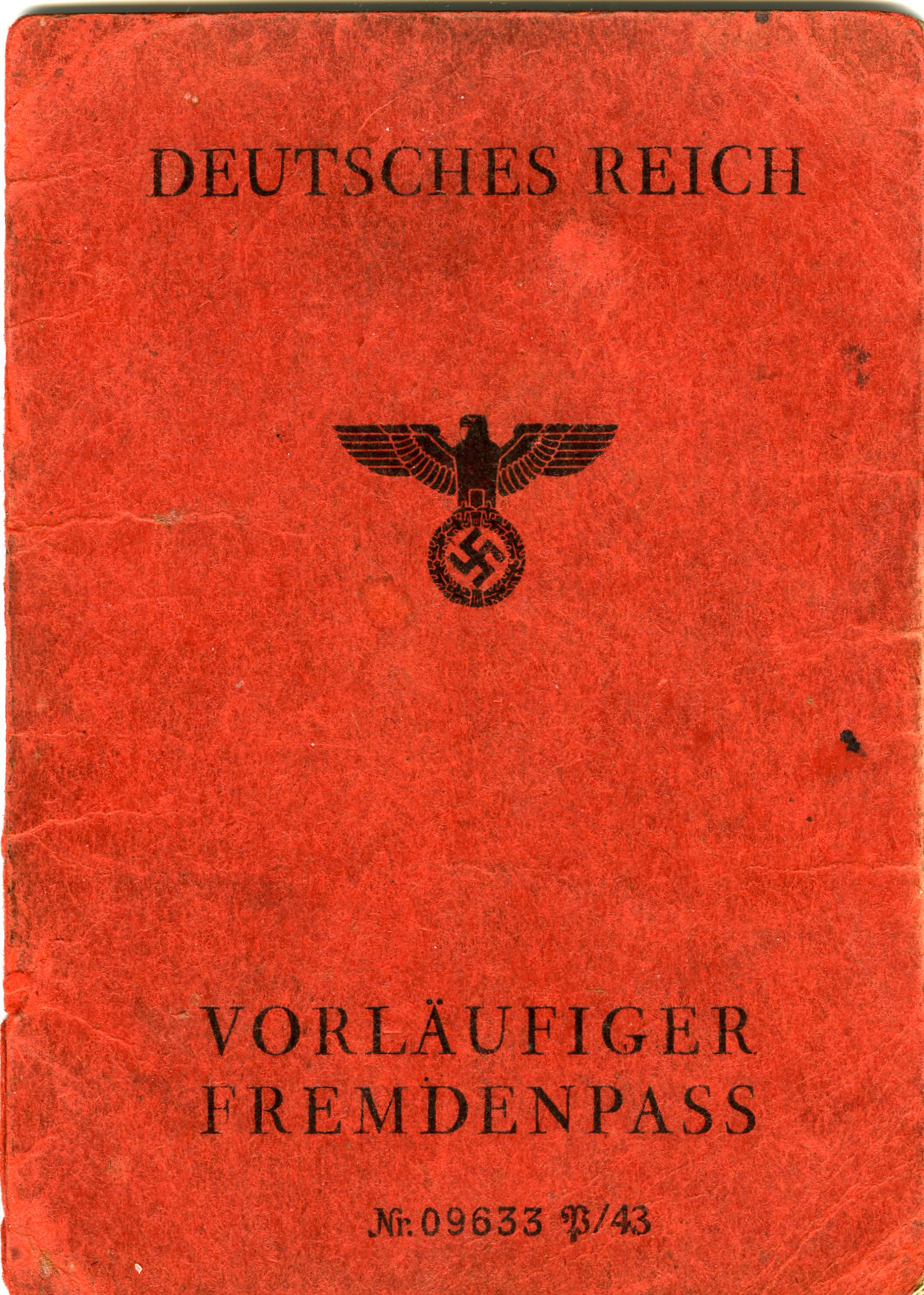
Nacistický pas
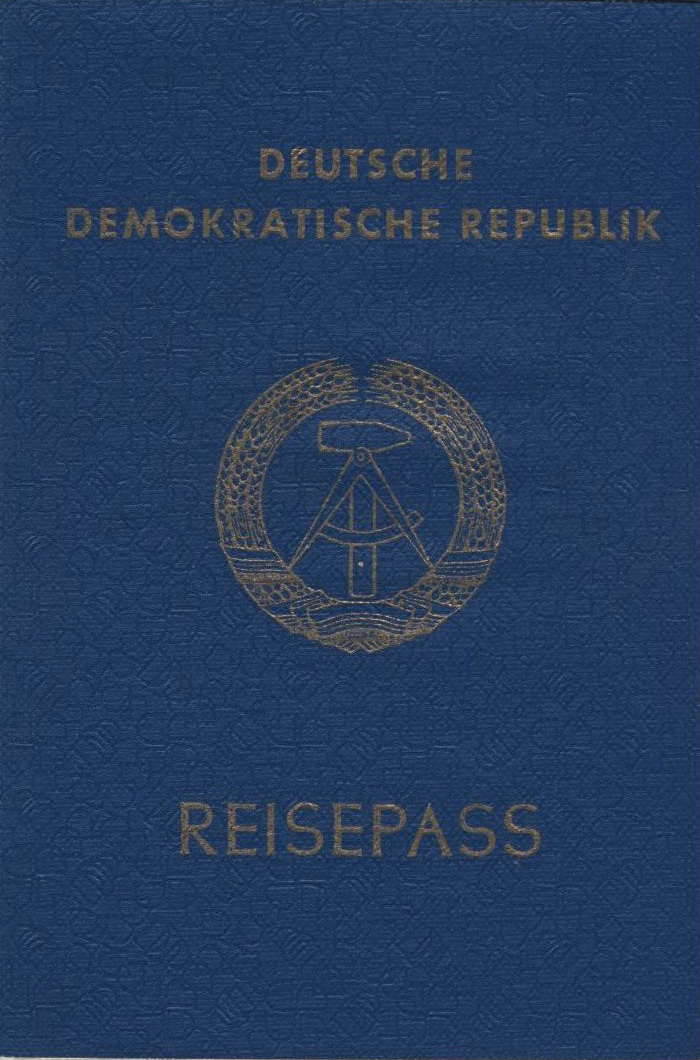
východoněmecký pas